# My Little Pony : Les amies, c'est magique
Pour la série d'animation de 1986, voir Mon petit poney (série télévisée d'animation, 1986)
 (mars 2022).
Si vous disposez d'ouvrages ou d'articles de référence ou si vous connaissez des sites web de qualité traitant du thème abordé ici, merci de compléter l'article en donnant les références utiles à sa vérifiabilité et en les liant à la section « Notes et références ».
My Little Pony : Les amies, c'est magique en France, Belgique, Suisse et Luxembourg ou Mon Petit Poney au Québec (My Little Pony: Friendship Is Magic) est une série télévisée d'animation américano-canadienne créée par Lauren Faust en 2010. Produite par DHX Media (anciennement Studio B Productions (en)) en partenariat avec Hasbro, elle est adaptée de l'univers de la génération 4 des jouets My Little Pony commercialisés par Hasbro. Dans les deux premières saisons, chaque épisode est centré autour d'un thème et délivre une morale à la façon des fables et allégories. Dans les saisons suivantes, les leçons de morales sont suggérées en fin d'épisode.
Aux États-Unis, la série a été diffusée depuis ses débuts le 10 octobre 2010 par la chaîne Discovery Family. En France, elle a été diffusée à partir du 26 août 2011 par TiJi, et est également passée par Gulli et TF1. Au Québec, la série a été diffusée à partir du 26 septembre 2013 sur Yoopa.
La réussite de la série a mené à des médias dérivés. Un spin-off, My Little Pony: Equestria Girls, a été lancé en 2013. Un film basé sur la série, My Little Pony, le film, est sorti en 2017. Un autre spin-off, My Little Pony: Pony Life, a débuté en 2020.

## Synopsis
Dans le royaume d'Equestria, les trois espèces de poneys — les poneys terrestres, les pégases et les licornes — vivent en paix. Twilight Sparkle, une licorne (plus tard alicorne) studieuse s'installe à Poneyville avec Spike, son assistant dragon, à la demande de son professeur, la souveraine d'Equestria, la princesse Celestia, pour apprendre davantage sur la magie de l'amitié. Twilight et Spike se lient d'amitié avec cinq autres poneys : Applejack, Rarity, Fluttershy, Rainbow Dash et Pinkie Pie. Les six poneys découvrent qu'elles représentent chacune des différents aspects de l'amitié, correspondant à des artefacts magiques nommés les éléments d'harmonie. Elles partent en aventure en Equestria et au-delà, et résolvent des problèmes de l'amitié.

## Personnages
- Twilight Sparkle : Twilight Sparkle est le personnage principal de la série, c’est une licorne violette avec une crinière rose, indigo et violette ; sa marque de beauté est une étoile à 6 branches rose avec cinq autres petites étoiles blanches.
- Rainbow Dash : Rainbow Dash est une pégase bleue avec une crinière de couleur d’arc-en-ciel, sa marque de beauté est un éclair rouge jaune et bleu sortant d’un nuage blanc. Forte et déterminée, elle se montre parfois leader du groupe lorsque nécessaire. Elle s’occupe du ciel de Poneyville et peut le nettoyer en dix secondes.
- Spike : c'est un bébé dragon violet et vert et l'un des personnages principaux de la série. Il est le meilleur ami et l'assistant numéro un de Twilight Sparkle. Il a la capacité de livrer des lettres à la Princesse Celestia par magie en soufflant dessus.
- Applejack : Applejack est un poney terrestre orange aux crins blonds avec une marque de beauté qui a la forme de trois pommes rouges, elle porte toujours un chapeau de cowgirl. Elle s’occupe des récoltes de pommes, du tri et de la cuisine à la ferme de la Douce Pomme avec son grand frère Big McIntosh, sa petite sœur Apple Bloom et sa grand-mère Granny Smith.
- Fluttershy : Fluttershy est une pégase jaune avec une crinière et une queue rose, et une marque de beauté qui représente trois papillons ; elle est timide et peureuse, mais se montre en colère lorsque les animaux ou ses amies sont en danger.
- Rarity : Rarity est une licorne blanche avec une crinière violette et une marque de beauté en forme de trois diamants bleus, elle est la sœur aînée de Sweetie Belle. Rarity vit et travaille dans son propre magasin, la Boutique Carrousel où elle crée, fabrique et vend des habits.
- Pinkie Pie : Pinkie Pie est une ponette terrestre rose, sa marque de beauté représente trois ballons symbolisant son talent pour organiser les fêtes les plus réussies de Poneyville. Elle travaille comme pâtissière dans la boutique SugarCube Corner.

## Distribution

### Voix originales
- Tara Strong : Twilight Sparkle
- Ashleigh Ball : Applejack / Rainbow Dash
- Tabitha St. Germain : Rarity
- Andrea Libman : Fluttershy / Pinkie Pie
- Cathy Weseluck : Spike

### Voix françaises
- Claire Tefnin : Twilight Sparkle
- Fabienne Loriaux : Applejack
- Mélanie Dambermont : Rainbow Dash
- Julie Basecqz : Rarity
- Élisabeth Guinand : Fluttershy
- Nathalie Hugo : Pinkie Pie
- Alexandra Corréa : Spike

## Épisodes
| Saison | Saison | Épisodes | Début de saison   | Fin de saison    |
| ------ | ------ | -------- | ----------------- | ---------------- |
|        | 1      | 26       | 10 octobre 2010   | 6 mai 2011       |
|        | 2      | 26       | 17 septembre 2011 | 21 avril 2012    |
|        | 3      | 13       | 10 novembre 2012  | 16 février 2013  |
|        | 4      | 26       | 23 novembre 2013  | 10 mai 2014      |
|        | 5      | 26       | 4 avril 2015      | 28 novembre 2015 |
|        | 6      | 26       | 26 mars 2016      | 22 octobre 2016  |
|        | 7      | 26       | 15 avril 2017     | 28 octobre 2017  |
|        | 8      | 26       | 24 mars 2018      | 13 octobre 2018  |
|        | 9      | 26       | 6 avril 2019      | 12 octobre 2019  |

## Accueil
L'accueil général de la série est bon, donnant lieu à des audiences record par exemple lors de la diffusion d'un épisode spécial de la saison 2. Outre l'audimat des épisodes, la sortie de cette série animée a provoqué beaucoup de réactions sur internet et notamment la formation d'un fandom composé en partie d'hommes âgés de 14 à 57 ans avec une moyenne de 21 ans, surnommés bronies (mot-valise composé de brother (frère) et ponies (poneys)), et de femmes (pegasisters).
Une des raisons avancées à propos du succès de la série auprès d'un public bien plus large que les jeunes filles et fillettes serait que le design, les scénarios, l'animation et les références (Star Wars, super-héros de Marvel par exemple) rendent la série accessible et ludique pour une frange différente de la population.
Peu après le lancement de la série, un article sur le site Cartoon Brew à propos du déclin des dessins animés créatifs amène de multiples commentaires et attire l'attention d'une frange d'utilisateurs du site 4chan, notamment les utilisateurs du chan /co/ dédié aux comics et dessins animés. L'attention portée sur l'épisode pilote aurait amené de multiples utilisateurs à regarder le premier épisode, et à enjoindre d'autres personnes à regarder la série par la suite, sur le modèle de l'effet boule de neige. La popularité croissante de la série My Little Pony sur 4chan mène alors rapidement à la création ou l'adaptation de mèmes au sujet des poneys de la série ; par ailleurs, la massivité des contenus envoyés à propos de la série amène à des affrontements d'utilisateurs des fils d'images de 4chan et ultérieurement à des bannissements de plusieurs utilisateurs jusqu'à ce qu'une section dédiée aux « Bronies » (/mlp/) soit créée le 16 février 2012 par moot.
Plusieurs sites et forums ont été créés par des fans, tels que l'imageboard Ponychan au fonctionnement similaire à 4chan ou encore Equestria Daily.
Une courte émission sur Direct 8 : L’œil sur le web, lui consacrera d'ailleurs un reportage de 5 minutes.
Hasbro est au courant du phénomène Brony et leur rend même hommage dans l'un des clips publicitaires diffusés sur The Hub : Equestria Girl une version longue de cette parodie de Katy Perry a même été envoyée directement à Equestria Daily par Hasbro,. Les comédiens et autres membres de la production sont également souvent présents à des rassemblements de bronies pour signer des autographes et répondre aux questions et vont jusqu'à participer à des discussions.

## Fandom
La série crée un groupe de fans sur les médias, surprenants, un fandom se crée, ils sont appelés les Bronies et sont constitués principalement de spectateurs adultes (majoritairement mâle). Ce fandom se retrouve très actif sur les médias, tous réunis par l’amour pour la série, c’est un fandom très ouvert d’esprit et acceptant. Des observations en sciences humaines trouvent que les Bronies se montrent avec une attitudes à l’encontre des stéréotypes envers le thème du genre. Il se comporte même comme des alliés et portent des valeurs de la série de « bienveillance, générosité et sympathie ».

## Produits dérivés
Un premier spin-off, My Little Pony: Equestria Girls, a été lancé en 2013. Il met en scène les personnages principaux de la série sous la forme de lycéennes humaines dans un monde parallèle, qui obtiennent des pouvoirs magiques d'Equestria. Il englobe quatre films, plusieurs specials de télévision, une web-série et de nombreux courts-métrages. Les deux premiers films ont eu droit à une sortie limitée dans des cinémas.
My Little Pony, le film est sorti en salles en octobre 2017. Contrairement aux médias Equestria Girls, il se déroule exclusivement à Equestria. Quand le redoutable roi Storm arrive à Canterlot avec son armée pour s'emparer de la magie des princesses Alicornes, Twilight Sparkle et ses amis partent pour un long voyage au-delà des frontières d'Equestria pour chercher de l'aide. L'animation est différente, et de nombreux nouveaux personnages apparaissent.
Après la fin de la série, un autre spin-off, My Little Pony: Pony Life, a débuté en 2020. Faisant également office de reboot, il utilise un nouveau style d'animation, a un ton plus comique et a un format plus concentré sur la tranche de vie. La série est diffusée en 40 épisodes en deux saisons entre le 7 novembre 2020 et le 22 mai 2021 sur Discovery Family.

### Jeux vidéo
- My Little Pony: Twilight Sparkle, Teacher for a Day : livre numérique en anglais agrémenté de mini-jeux sorti en 2011 pour iOS. Twilight Sparkle explique l'histoire d'Equestria aux écoliers de Poneyville. Ce livre peut être lu et la lecture enregistrée[13]. L'application contient aussi une description des différents personnages suivants : Twilight Sparkle, Spike, Princesse Celestia, Rainbow Dash, Applejack, Rarity, Pinkie Pie et Fluttershy.
- My Little Pony : jeu pour iOS et Android, développé par Gameloft est sorti le 8 novembre 2012. Le joueur doit reconstruire Poneyville et peut jouer à des mini-jeux. De nombreux poneys sont disponibles (y compris les background ponies).
- Equestria at war est un mod du jeu Hearts of Iron IV se passant dans l'univers de My Little Pony. Il est considéré par une partie de la communauté du jeu, y compris l'équipe de développement du jeu de base, comme un des meilleurs mods du jeu.

### Jeux de rôle
En 2017, une gamme de jeu de rôle My Little Pony: Tails of Equestria sort chez River Horse en VO et chez Black Book Editions en VF.
En 2022, Renegade Games Studios publie un nouveau jeu de rôle basé sur la licence, My Little Pony Roleplaying Game. Il sera bientôt traduit en français, toujours par BBE.

### Comics
Des comics dérivés de la série télévisée ont été édités par IDW comics aux États-Unis. En France, Urban comics en a traduit certains ; Vestron a édité deux tomes d'un comics crossover avec les Transformers.

### Produits exclusifs
Lauren Faust a organisé une vente aux enchères de ses croquis afin d'aider les victimes du tsunami qui a frappé le Japon en 2011. Des croquis originaux issus des premières tentatives de character design (dont une Pinkie Pie dotée d'ailes) ainsi qu'un croquis de Derpy Hooves réalisé pour l'occasion ont été vendus, rapportant plusieurs milliers de dollars. Le croquis de Derpy aurait été vendu 2 151 dollars US.

## Censure
La série a été interdite aux moins de 18 ans en Russie en décembre 2023 à la suite d'une décision de la cour suprême déclarant le "mouvement social LGBT" extrémiste. Aucune raison officielle n'a été donnée pour justifier cette censure mais la raison la plus probable serait la ressemblance entre la crinière de Rainbow Dash et le drapeau LGBT.